# Хилсборо (Тексас)
Хилсборо (енгл. Hillsboro) град је у америчкој савезној држави Тексас. По попису становништва из 2010. у њему је живело 8.456 становника.

## Демографија
Према попису становништва из 2010. у граду је живело 8.456 становника, што је 224 (2,7%) становника више него 2000. године.
| Група             | 2000.         | 2010.         |
| Белци             | 4.441 (53,9%) | 3.765 (44,5%) |
| Афроамериканци    | 1.330 (16,2%) | 1.230 (14,5%) |
| Азијати           | 46 (0,6%)     | 41 (0,5%)     |
| Хиспаноамериканци | 2.326 (28,3%) | 3.306 (39,1%) |
| Укупно            | 8.232         | 8.456         |